# Aşağıpelitözü
 (février 2015).
Aşağıpelitözü est un village en Turquie dans la région de Çankırı et est peuplé de 400 habitants en 2000.